# 21416 Сисичень
21416 Сисичень (21416 Sisichen) — астероїд головного поясу, відкритий 20 березня 1998 року.
Тіссеранів параметр щодо Юпітера — 3,494.